# Merionoeda mehli
Merionoeda mehli là một loài bọ cánh cứng trong họ Cerambycidae.